# 普譚·威乍耶猜
普譚·威乍耶猜（皇家轉寫：Phumtham Wechayachai；1953年12月5日—）是泰國政治人物。現任代理泰國總理、第一副總理兼內政部長。曾任國防部長、商務部長、外交部代理部長及交通部副部長。

## 早年生涯
普譚於1997年至1998年擔任丘達新（後來的泰國總理）創立的臣那越集團執行長。

## 政治生涯
普譚於1976年加入泰國共產黨，隔年退出並加入泰國民主黨直到1998年加入新興政黨泰愛泰黨。
達信·钦那瓦領導的泰愛泰黨於2001年執政後，普譚作為顧問於內閣中任職。2005年的內閣改組過後，普譚被任命為交通部副部長。然而，他在2006年泰國軍事政變後遭到解職，隨後遭到褫奪公權五年。
2023年9月，在為泰黨（前身為泰愛泰黨）重返執政後，普譚在賽塔內閣和後繼的貝東丹內閣中任職副總理等要職。

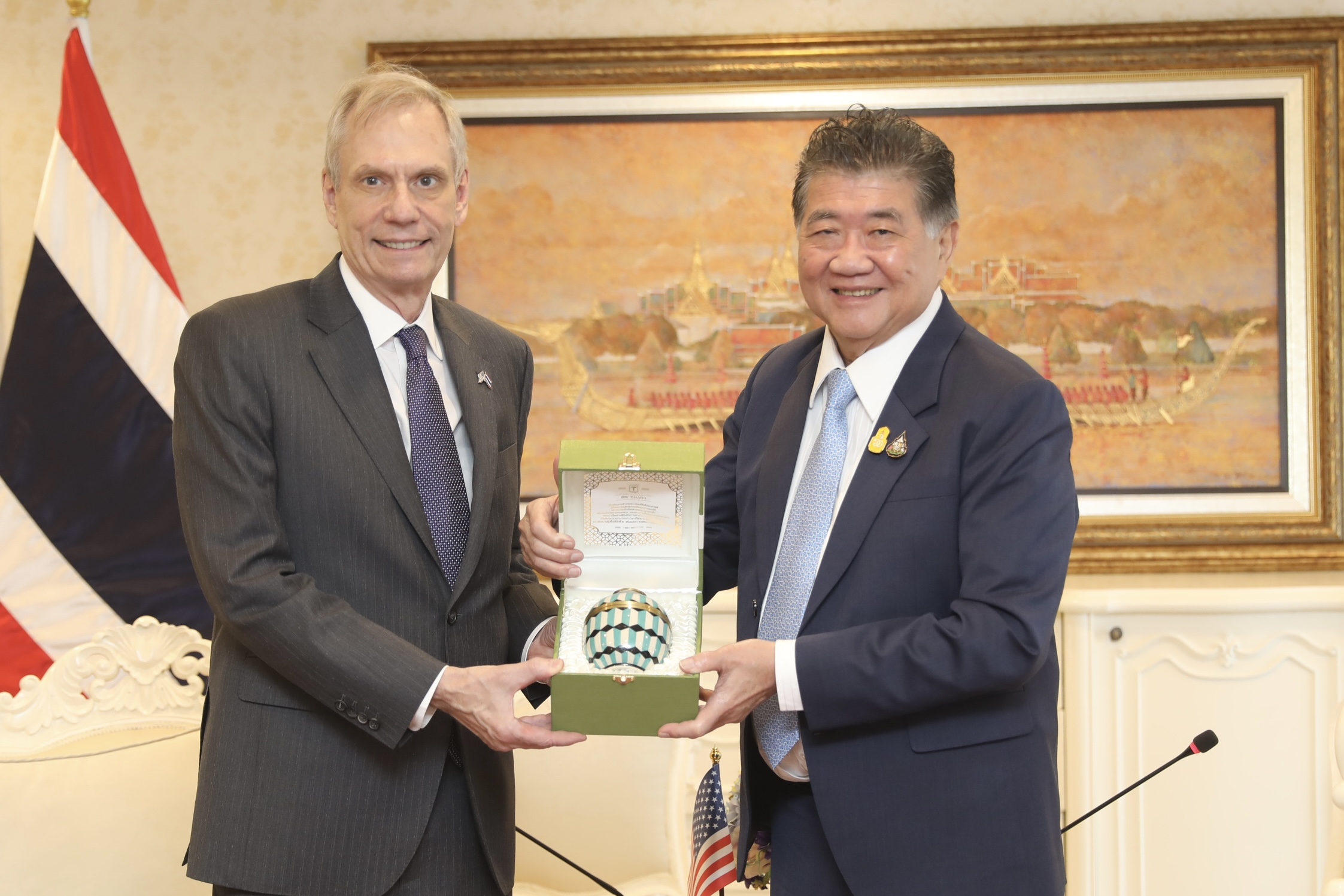
普譚於副總理任內與美國駐泰大使羅伯特·F·戈德克會面（2024年）

2024年8月，總理賽塔·他威信遭到泰國憲法法院解職。普譚作為第一副總理接任代理總理直到貝東丹·欽那瓦接任。
2025年7月，貝東丹因泰柬電話門遭到憲法法院停職。由於當時處於內閣改組階段，普譚從國防部長轉任內政部長，貝東丹在新內閣宣誓前遭到停職，故由職務未遭調整的副總理素里亞·莊龍倫吉擔任代理總理直到新內閣就職，普譚回任代理總理。

## 外部連結
- 普譚·威乍耶猜的Facebook專頁

| 泰國政府职务           | 泰國政府职务                             | 泰國政府职务         |
| ---------------------- | ---------------------------------------- | -------------------- |
| 前任： 素里亞·莊龍倫吉 | 泰國代理首相 2025年7月3日—               | 繼任： 現任          |
| 前任： 賽塔·他威信     | 泰國代理首相 2024年8月14日—2024年8月16日 | 繼任： 貝東丹·欽那瓦 |